# Casus belli
Casus belli (latin för "krigstillfälle") är en folkrättslig term med betydelsen "den händelse som ger anledning till krigsförklaring". Vad som utgör ett casus belli har varierat genom historiens gång. Enligt folkrättslig sedvänja är det numera endast beslut i FN:s säkerhetsråd om militär aktion eller självförsvar mot väpnat angrepp från annan suverän stat som utgör ett legitimt casus belli.